# 京都クレジットサービス
京都クレジットサービス株式会社（きょうとクレジットサービス、KYOTO CREDIT SERVICE CO., LTD.）は、京都フィナンシャルグループの子会社であり、ディーシーカードのフランチャイジーである。同行の顧客基盤を基に主に京都府内でディーシーカードの発行、加盟店の獲得している。

## 関係会社等
- 親会社 - 京都フィナンシャルグループ
  - 兄弟会社 - 京都銀行